# Sala Parés
La Sala Parés és una galeria d'art situada al carrer de Petrixol, 5 de Barcelona.

## Història
Va ser fundada a mitjan segle xix pel pintor Joan Parés i Juncadella (Vilanova i la Geltrú, ca. 1812 - Barcelona, 1889) com a estamperia i botiga d'articles per a les belles arts: «Parés, Juan; estampería; en este establecimiento se halla un gran depósito de molduras doradas y barnizadas; se hacen marcos de todas clases y dimensiones; galerías para cortinages á precios fijos; espejos de varios tamaños; paspartús, bristoles y demás artículos para la fotografia; estampas, objetos de dibujo y pintura. Se pintan y empapelan habitaciones á todos gustos con la mayor perfeccion, c. Petritxol, 5.»
Amb el temps anà convertint-se en sala d'exposicions, fins que el 1877 fou inaugurada formalment com a tal pel seu fill Joan Baptista Parés i Carbonell. En aquella època, els hereus de Josep Molleras i Ferrer van posar en subhasta la finca, que pel que sembla, fou adquirida per l'advocat Maurici Serrahima i Palà, que la feu reconstruir el 1882-1883.
En els anys inicials va ser el gran aparador artístic de la Barcelona de la Febre d'Or, on regnava la pintura de Modest Urgell, Romà Ribera, Francesc i Josep Masriera, i l'escultura de Josep Campeny. A començaments dels anys 1890, va esdevenir la base d'operacions dels grans pintors modernistes, com Santiago Rusiñol i Ramon Casas, i sala d'exposicions de les col·lectives del Cercle Artístic de Sant Lluc. Un decenni després serví igualment de plataforma als millors pintors postmodernistes: Isidre Nonell, Joaquim Mir, Marià Pidelaserra i Brias. Tanmateix, el propietari Joan Baptista Parés, mantenia una posició absolutament eclèctica, cosa que a la llarga va ocasionar una notable decadència de la seva galeria, depassada per la competència d'altres sales barcelonines amb idees més clares, com el Faianç Català, les Galeries Laietanes o les Galeries Dalmau.
El 1925, en ser adquirida per Joan-Anton Maragall i Noble, fill del poeta Joan Maragall i de Clara Noble, la sala es redreçà totalment i fou escenari d'exposicions dels principals artistes de les noves generacions, com Josep Mompou, Alfred Sisquella, Manolo Hugué, Josep de Togores i Salvador Dalí. Es dedicà també a les subhastes i al comerç de pintura antiga, i actuà com a proveïdora de grans museus.
En la postguerra mantingué la tònica anterior i esdevingué l'exponent d'una pintura sòbria, de tradició postimpressionista, al marge de l'experimentalisme de les avantguardes, amb noms com Josep Amat, Pere Pruna, Joan Serra, Alfred Figueras, Rafael Durancamps i altres de més joves, hereus del fauvisme, com Ignasi Mundó. Més endavant, noms nous amb personalitat pròpia, sempre, però, dins del figurativisme, s'hi destacaren extraordinàriament, com Gabino Rey, Josep Roca-Sastre, Francesc Todó o Simó Busom.
Aquells noms han donat pas a altres, alhora que, a través de la Sala Trama –situada al mateix carrer de Petritxol, on és la casa mare–, l'empresa s'ha obert a l'avantguarda. Paral·lelament, actua també a Madrid, a través de la Galeria El Cisne. La Sala Parés és dirigida per Joan Anton Maragall i Garriga, net del poeta.

## Galeria d'imatges

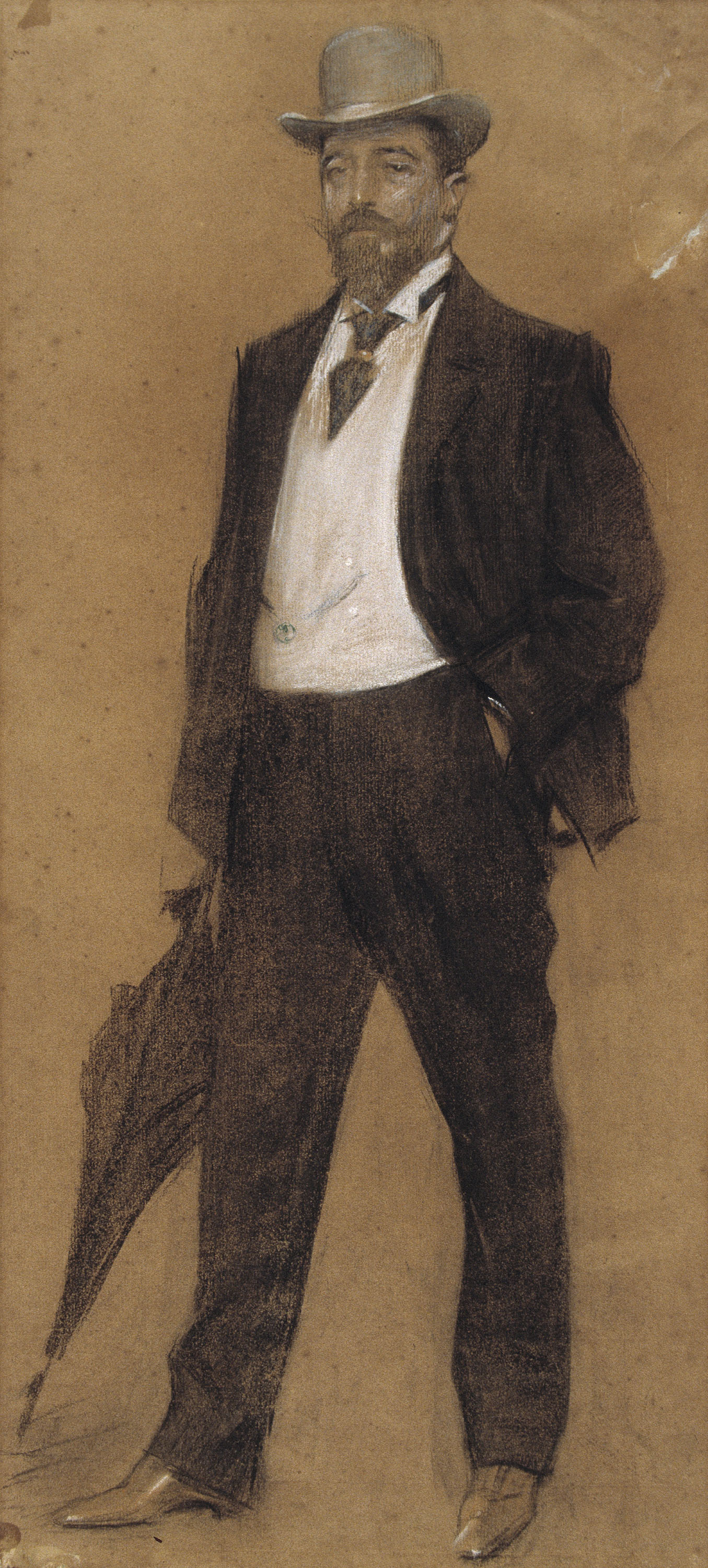
Joan Baptista Parés, vist per Ramon Casas (MNAC)
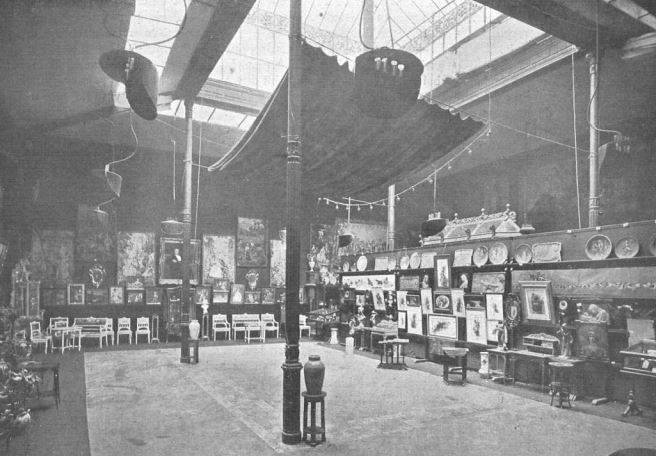
La Sala Parés el 1904
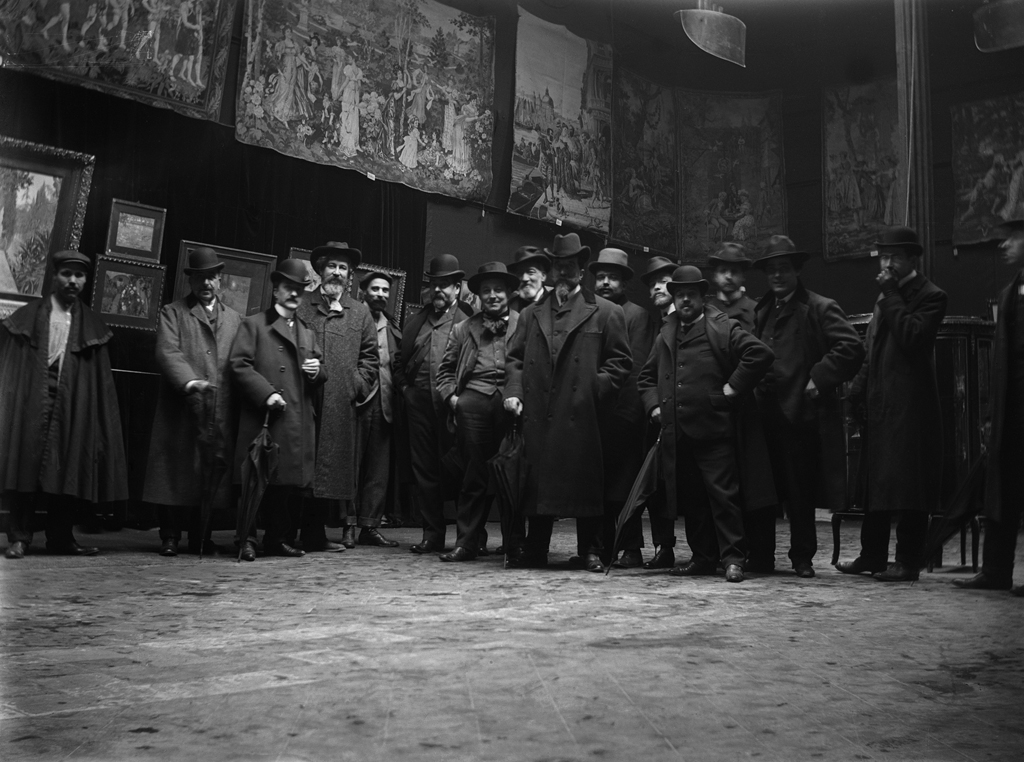
La Sala Parés el 1910 per Baldomer Gili Roig